# Євгеніка
Євге́ніка (від грец. εὐγενής — хорошого роду, знатний) — набір вірувань і практик, що має на меті покращення генетичної якості людського населення. Історично, євгеніки намагались змінити людський генофонд через виключення людей і груп, які вважались гіршими, і просування тих, які вважались ліпшими.
Термін «євгеніка» запропонував у 1883 році англійський вчений Френсіс Гальтон. От яке визначення євгеніки він тоді дав: «Вивчення впливів, що підлягають суспільному контролю і можуть поліпшити чи погіршити як фізичні, так і розумові якості прийдешніх поколінь». І при цьому він додав, що на першій стадії пов'язані з цим питання будуть піддаватися чисто науковій розробці, причому справа не піде далі пропаганди євгенічних ідей. На другій стадії вже можна буде вжити ряд заходів практичного характеру і видати відповідні закони. Нарешті, на третій стадії такі закони стануть непотрібними, тому що всі люди усвідомлять необхідність правил євгеніки.

## Застосування євгеніки
Початково євгеніка сприймалась як позитивне явище, гуманісти XVIII сторіччя розглядали цю практику як спосіб покращити тіло людини й уникнути страшних хвороб у майбутньому.
Перші широкомасштабні наукові дослідження галузі розпочалися в США на початку XX ст. Згодом була розвинута в нацистській Німеччині де була проголошена державною доктриною, хоч і набула дещо радикальних рис, через що значно почала асоціюватись із нацистською ідеологією.
Елементи євгеніки також присутні в сучасному світі — це стосується практики планування сім'ї, а також, як до цього вдаються в деяких країнах західного світу, практика перевірки крові чоловіка і жінки, які мають намір укласти шлюб.
Прикладом довготривалої і успішної практики використання абортів для запобігання народження дітей з важкими патологіями є програма запобігання β-таласемії (серповидноклітинної анемії) на Сардинії (Італія).[джерело?] В середині 1970-х була розпочата масова програма пренатальної діагностики плодів, гомозиготних по гену таласемії (тобто дитина, що розвивається з такого плоду, приречена на важку хворобу, для запобігання фатальних наслідків якої необхідне переливання донорської крові з періодичністю в 20-30 днів), батькам надають вибір — переривати вагітність чи ні. В результаті, частота народження дітей, хворих на таласемію, на Сардинії за 25 років знизилася в 20 разів. Решта 5 % хворих дітей з'являються за інформованої згоди батьків. Хоча цей випадок не вважається власне євгенікою деякими дослідниками.

## Сучасна євгеніка
Розвиток генетичних, геномних та репродуктивних технологій на початку XXI століття порушив численні питання щодо етичного статусу євгеніки, фактично викликаючи відродження інтересу до цієї теми. Деякі, як-от соціолог Каліфорнійського університету в Берклі Трой Дастер, стверджують, що сучасна генетика це чорний вхід до євгеніки. Цю думку поділила тодішній помічник директора з судово-медичної експертизи Білого дому Таня Сімончеллі, яка заявила у 2003 році у публікації Програми народонаселення та розвитку в Гемпширському коледжі, що прогрес у передімплантаційній генетичній діагностиці (PGD) рухає суспільство до «нової ери євгеніки», і що, на відміну від нацистської євгеніки, сучасна євгеніка орієнтована на споживачів і базується на ринку, «де діти все частіше вважаються споживчими продуктами, виготовленими на замовлення». У газетній статті 2006 року Річард Докінз сказав, що дискусії щодо євгеніки гальмувалися тінню зловживання нацистами, настільки, що деякі вчені не визнають, що виведення людей для певних здібностей взагалі можливе. Він вважає, що це фізично не відрізняється від розведення домашніх тварин за такими рисами, як швидкість або навички вівчаря. Докінз відчув, що минуло достатньо часу, щоб принаймні запитати, в чому полягає етична різниця між виведенням здібностей і підготовкою спортсменів або примушуванням дітей брати уроки музики, хоча він міг придумати переконливі причини, щоб показати відмінність.
Лі Куан Ю, батько-засновник Сінгапуру, пропагував євгеніку ще в 1983 році. Прихильник природи над вихованням, він заявив, що «інтелект — це 80 % природа і 20 % виховання», і приписував успіхи своїх дітей генетиці. У своїх промовах Лі закликав високоосвічених жінок мати більше дітей, стверджуючи, що «соціальні правопорушники» будуть панувати, якщо їх рівень народжуваності не підвищиться. У 1984 році Сінгапур почав надавати фінансові стимули високоосвіченим жінкам, щоб заохотити їх мати більше дітей. У 1985 році стимули були значно зменшені після громадського галасу.
У жовтні 2015, Міжнародний біоетичний комітет ООН написав, що не варто плутати етичну складність генетичного вдосконалення людей з етичними негараздами євгеніки 20-го сторіччя. Однак, тут все присутня складність, бо маємо виклик ідеї людської рівності і відкриваються нові форми дискримінації і стигматизації тих, хто не хоче або не можне собі дозволити цю технологію.
Національний дослідницький інститут людського геному каже, що євгеніка «неточна», «науково помилкова і аморальна».